# Franz Schubert
Franz Peter Schubert (tedesco: /franʦ ˈʃuːbɐt/, italiano: /franʦ ˈʃubert/; Vienna, 31 gennaio 1797 – Vienna, 19 novembre 1828) è stato un compositore austriaco del periodo romantico.
Seppure sia vissuto solo trentun anni, Schubert ha lasciato un grandissimo numero di composizioni, molte delle quali pubblicate postume. Mentre era in vita l'interesse per la sua musica era circoscritto a pochi amici e ammiratori viennesi; egli era apprezzato in particolare per i suoi Lieder, di cui tutt'oggi è considerato maestro indiscusso. Scrisse anche molta musica da camera, per pianoforte, musica sacra, musiche di scena e soprattutto undici sinfonie (tre di queste non furono mai terminate) che rimasero sconosciute anche per parecchi anni dopo la sua morte. L'interesse per la sua opera crebbe in seguito grazie a Liszt, Schumann e Brahms che scoprirono e divulgarono le sue composizioni.
Musicista romantico, nelle sue opere rivela aspetti elegiaci, una nostalgia per il passato visto come simbolo di bellezza, momenti malinconici, ma anche di grazia e di divertimento leggero e spontaneo, il tutto unito a una grande sensibilità e profondità interiore.

## Biografia

### Infanzia e adolescenza

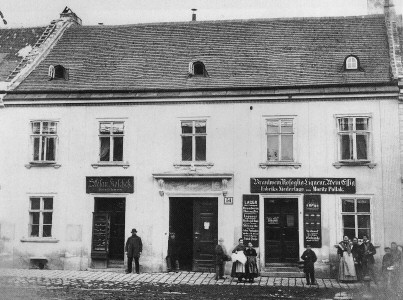
La casa natale di Schubert in Nußdorfer Straße in una foto del 1860

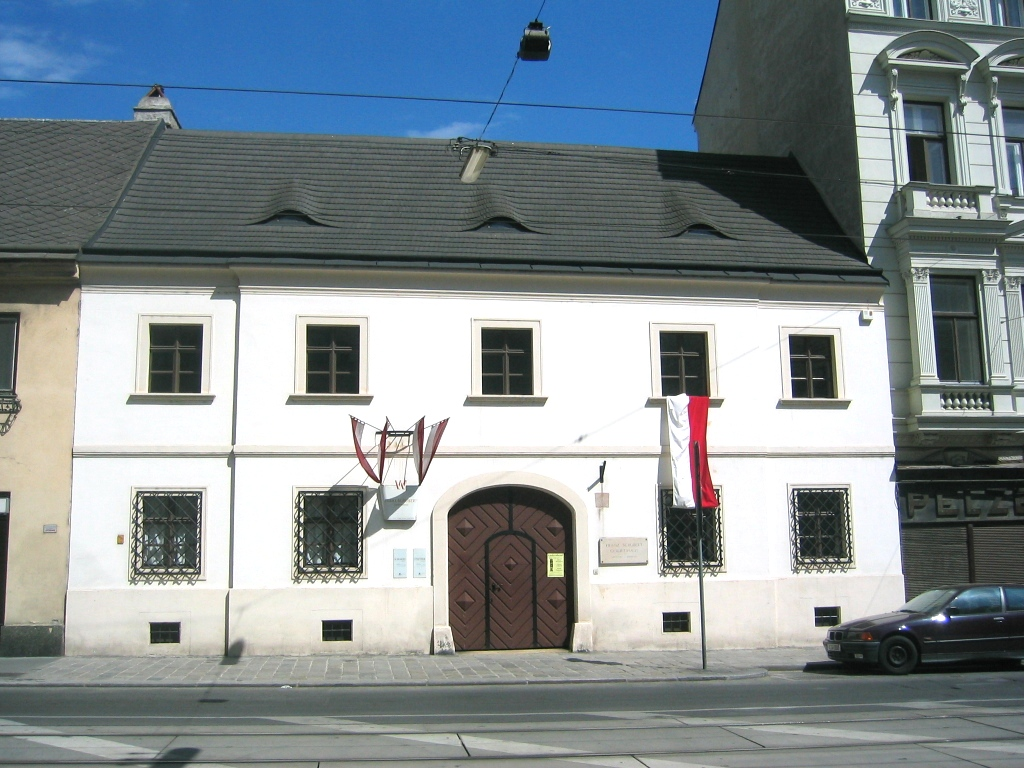
La casa restaurata e trasformata in museo

Franz Schubert nacque a Vienna il 31 gennaio 1797 nella casa detta Zum roten Krebsen, ora al n. 54 della Nußdorfer Straße e allora al n. 72 del sobborgo del Himmelpfortgrund, nella zona nord-occidentale della città, e fu battezzato il giorno dopo nella parrocchia del distretto di Lichtental.
Suo padre, Franz Theodor Schubert (1763-1830), figlio di un contadino di Neudorf, in Moravia, aveva fatto i suoi studi a Vienna e nel 1786 era diventato maestro nella scuola elementare situata al n. 12 del Himmelpfortgrund, ora Säulengasse 3, nel povero distretto di Lichtental, mentre la madre, Elisabeth Vietz (1757-1812), figlia di un fabbro di Zuckmantel, nella Slesia, prima del matrimonio aveva lavorato a Vienna come cuoca.
I suoi genitori si erano sposati il 17 gennaio 1785 e Franz era il dodicesimo di quattordici figli, dei quali solo cinque raggiunsero l'età adulta: Ignaz (1785-1844), Ferdinand (1794-1859), Karl (1795-1855), Franz e Maria Teresa (1801-1878). Nel 1813, un anno dopo la morte della prima moglie, Franz Theodor si risposò con Anna Kleyenböck (1783-1858), figlia di un fabbricante di seta, che aveva vent'anni meno di lui, e gli diede altri cinque figli.
Franz Theodor univa alla sua forte devozione religiosa un altrettanto forte lealismo monarchico. Nel 1797 egli acquistò l'edificio scolastico della Säulengasse e vi si trasferì con la famiglia, finché nel 1818 fu nominato maestro della scuola del ricco distretto borghese di Rossau, dove insegnò assistito dai figli Ignaz e Franz. Nel 1829 fu ricompensato dalle autorità con la concessione della cittadinanza onoraria di Vienna e morì il 19 luglio 1830, poco prima di ricevere la medaglia d'oro al valor civile.

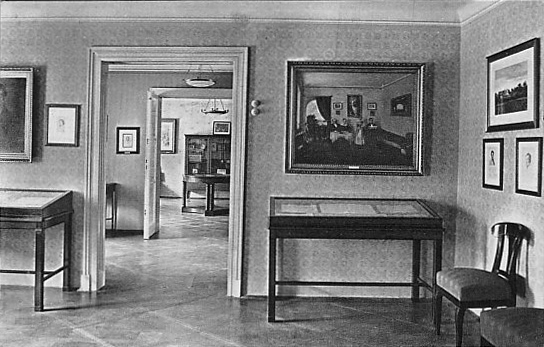
Interno della casa-museo Schubert

A quei tempi un maestro delle scuole austriache doveva conoscere la musica che era materia scolastica obbligatoria; così il piccolo Franz poté ricevere le sue prime lezioni dal padre e dal fratello maggiore Ignaz. A sette anni fu affidato al maestro del coro della parrocchia di Lichtental, Michael Holzer (1772-1826), al quale Schubert dedicherà nel 1825 la sua Messa in Do maggiore, che gli diede lezioni di contrappunto e gli insegnò a cantare e a suonare l'organo.
Holzer ripeteva sovente di non aver mai avuto un simile allievo, ed era solito contemplarlo con le lacrime agli occhi, dicendo: «In che posso essergli utile? Quando voglio insegnargli qualcosa, la sa già», mentre un giorno in cui Franz riuscì a elaborare un tema in modo eccezionale per la sua età, esclamò: «Ha l'armonia nel dito mignolo!».
Il 30 settembre 1808 Schubert superò l'esame per entrare come corista nella Cappella Reale, e poté così frequentare l'Imperiale Convitto Civico. Qui studiò canto con Philipp Korner, violino con Ferdinand Hofmann e pianoforte con Wenzel Ruziczka, distinguendosi anche negli altri studi e nella condotta. Egli stesso considerava «piacevole» la vita che conduceva nel convitto, a parte il «modesto pranzo e una ben misera specie di cena».

### Prime composizioni

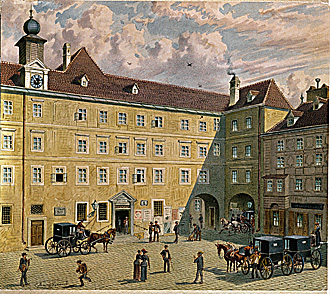
Franz Gerasch: lo Stadtkonvikt di Vienna

Agli anni del convitto risalgono le sue prime composizioni. Nell'aprile del 1810 compose la Fantasia in sol maggiore per pianoforte a quattro mani D 1, un genere del quale Schubert sarebbe diventato «il compositore più fecondo e anche il più insigne». Appartengono a questo genere la Fantasia D 2e, del 1811, e la D 48, del 1813. La prima è interessante perché dimostra che Schubert aveva imparato il contrappunto senza dover aspettare le lezioni di Salieri, iniziate solo il 18 giugno 1812, mentre la seconda prende a modello l'andantino della Fantasia in do minore K 475 di Mozart. A dispetto della sua immaturità, la Fantasia D 48 sarà ripresa direttamente nella Wanderer-Fantasie e nella «superba» Fantasia in fa minore del 1828.
Quello del quartetto d'archi era l'esercizio preferito da Schubert e dai suoi compagni, oltre che dalla sua famiglia. Sono pervenuti tre quartetti composti nel 1812: il primo (D 18) è mal riuscito e immaturo, il secondo (D 32), in do maggiore, manca di un vero e proprio sviluppo, mentre il terzo (D 36) è un'imitazione del quartetto op. 76 n. 2 di Haydn, a parte la diversa tonalità e la mancanza del continuo ricorrere del tema principale, come avviene in Haydn.
Diversamente vanno le cose nel quarto quartetto che ci è pervenuto (D 46), iniziato il 3 marzo 1813 e terminato in quattro giorni. Il primo movimento ricorda il Quartetto K 465 di Mozart, il secondo è nello stile di Haydn e il terzo «sventola fin troppo chiaramente la bandiera di Beethoven», ma il Finale, dove Schubert si dimentica dei suoi modelli, è un piccolo capolavoro. Il Quartetto per archi n. 6 in re maggiore D 74, scritto tra il 22 agosto e il 3 settembre 1813, presenta molti riferimenti a Mozart: nel primo movimento, al Quartetto K 575 e al Quartetto Hoffmeister, e all'ouverture del Flauto magico, nel secondo, all'Andante della Sinfonia-Praga. Il motivo di questo insistito ritorno a Mozart, un maestro del passato, è dovuto all'influsso di Salieri, suo nuovo insegnante al Convitto.
Per l'addio al Convitto Schubert compose la sua prima sinfonia (D 82), dedicata al direttore Innozenz Lang ed eseguita il 28 ottobre 1813. Anche quest'opera è scritta nello spirito mozartiano, o anche di Haydn, per quanto il primo tema ricordi l'ouverture del Prometeo e il Minuetto riporti allo Scherzo della Seconda sinfonia di Beethoven. In essa «tutto è superficiale, musicale e festoso», come ci si aspetta da «un giovane ricco di doti misteriose, ma intimamente sano».
Il 23 settembre, per la festa del padre, fu eseguita una cantata per due tenori, un basso e una chitarra. Sempre al medesimo anno appartengono alcuni Canoni, composti prevalentemente su testi di Friedrich Schiller. Da segnalare anche tre Kyrie e molti Lieder, tra cui spiccano Thecla e Der Taucher. Alcune canzoni musicarono invece scritti metastasiani, mentre a suggello di un anno di intensa creatività compose anche cinque minuetti con trio per orchestra.
Nell'autunno del 1813 si iscrisse all'Istituto Sant'Anna che in dieci mesi gli conferì la licenza per diventare assistente scolastico; intraprese così, senza molto entusiasmo, l'attività di maestro nella stessa scuola dove insegnava il padre di cui divenne assistente. Continuò comunque a coltivare la produzione musicale: a quel periodo risalgono sei opere teatrali di cui quattro singspiel, la Seconda e la Terza sinfonia, e quattordici lieder, tra cui Gretchen am Spinnrade (Margherita all'arcolaio) del 1814 e Erlkönig (Il re degli elfi) del 1815.

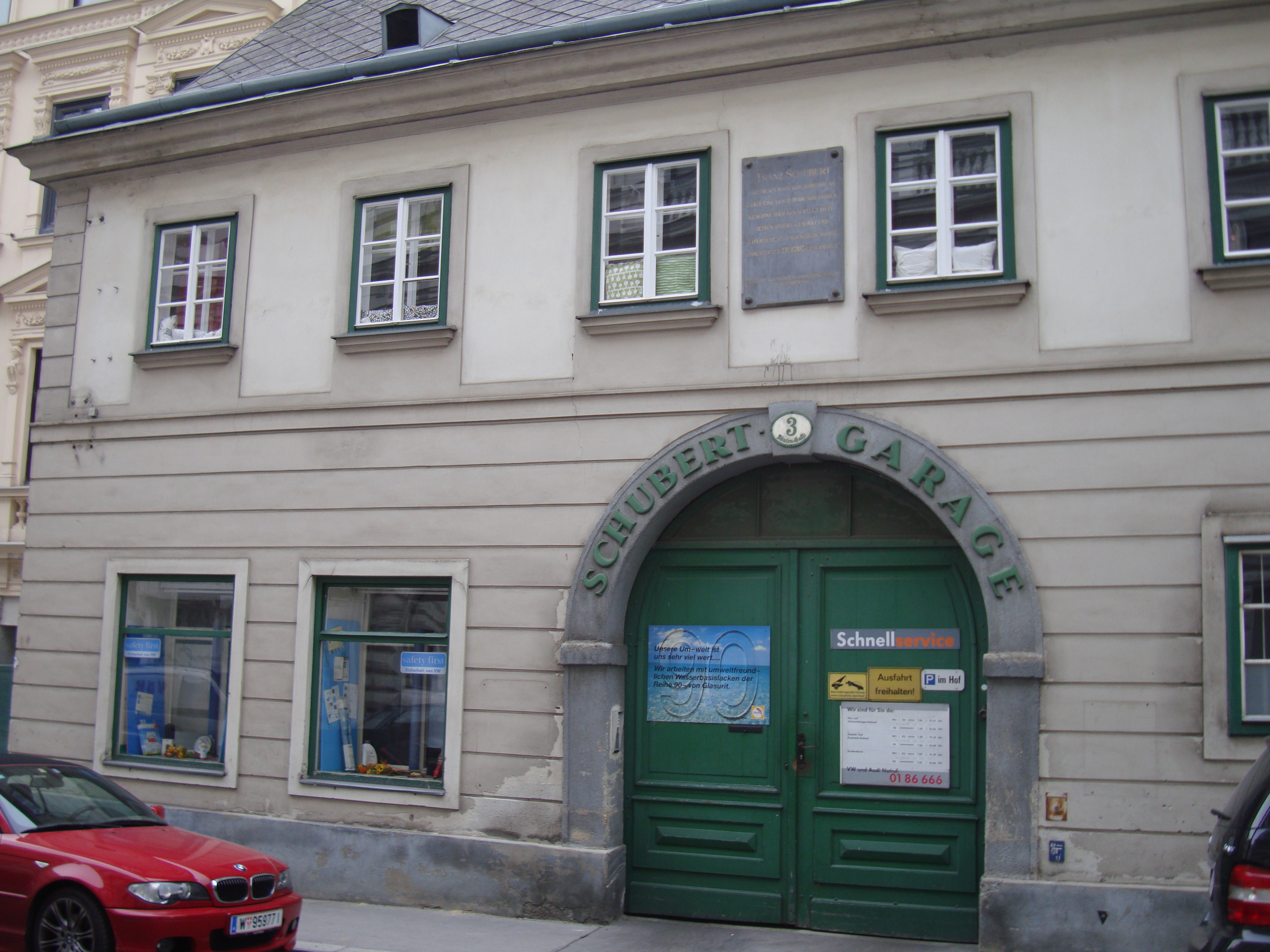
L'abitazione di Schubert nella Säulengasse dove scrisse Erlkönig

Nello stesso anno compose una Messa per le celebrazioni del centenario della parrocchia natale di Lichtenthal. Fu in questo contesto che conobbe i Grob, commercianti in seta. La figlia Therese, dotata di una bella voce particolarmente duttile, eseguì la parte del soprano. Incominciò una relazione tra i due, ma la prospettiva matrimoniale naufragò dopo tre anni a causa delle ristrettezze economiche in cui versava Schubert. Therese sposò il 21 novembre 1820 il panettiere Johann Bergmann, che godeva di condizioni decisamente più agiate.
Dopo aver vissuto qualche tempo con l'amico Franz von Schober che lo aiutava anche finanziariamente, Schubert accettò nel 1818 l'incarico di insegnante di musica a Zelis in Ungheria per le figlie del conte Esterhazy; l'incarico gli permetteva di lasciare Vienna, ma ben presto la lontananza dagli amici e l'ambiente poco consono alla sua personalità gli fecero rimpiangere la sua città. Rientrato a Vienna prese in affitto una camera ammobiliata con l'amico Johann Mayrhofer. Grazie agli aiuti di una ristretta cerchia di amici, come Schober, Johann Michael Vogl e  Mayrhofer, e di intellettuali estimatori delle sue opere, il musicista riuscì, nonostante le ristrettezze economiche, a vivere senza impiego stabile e a continuare a comporre.

### La maturità e gli ultimi anni
All'inizio degli anni venti risalgono i primi lavori teatrali, come Die Zwillingbrüder ("I gemelli"). A partire dal 1821 cominciarono a essere pubblicate alcune sue opere, ma quasi sempre Lieder, in quanto considerati genere di puro intrattenimento e facilmente vendibili. Nell'ottobre del 1822 iniziò una nuova sinfonia in Si minore destinata, come altre, a rimanere incompiuta, ma a diventare celebre con questa denominazione.  
Nel 1823 iniziarono a manifestarsi i primi segni della grave malattia, la sifilide, contratta probabilmente anni prima; soffriva soprattutto di forti mal di testa che lo costrinsero a letto per un lungo periodo; grazie alle cure e a una dieta rigorosa riuscì a riprendersi e all'inizio del 1824 era desideroso di tornare a comporre musica. Dopo pochi mesi ebbe una violenta ricaduta che lo gettò nello sconforto; da allora, fino alla morte, vi furono continue alternanze di miglioramenti e repentini aggravamenti. Consapevole di non poter guarire, Schubert si abituò a convivere con la malattia e trascurò anche le cure, interessato solo e soltanto alla sua musica.
Nell'estate del 1824 accettò un nuovo incarico presso il conte Esterhazy a Zelis sempre come insegnante delle due figlie Marie e Caroline che erano ormai adolescenti. Alla contessina Caroline il musicista dedicò tutte le composizioni per pianoforte a quattro mani che compose in quel periodo, in particolare la Fantasia in Fa minore. Il soggiorno in Ungheria giovò momentaneamente alla salute del compositore che, rientrato a Vienna, decise di passare l'inverno con i genitori, ponendo fine a vecchie incomprensioni. 
In seguito a una donazione ricevuta nel 1826 dalla Società degli Amici della Musica, la produzione artistica si intensificò e Schubert completò il ciclo liederistico Winterreise ("Viaggio d'inverno", 1827). Nella sua vita compose circa seicento brani liederistici, tra cui i quattordici lieder raccolti e denominati dall'editore Haslinger, dopo la sua morte, Schwanengesang ("Canto del cigno", 1828), il ciclo liederistico chiamato Die schöne Müllerin ("La bella mugnaia").
Il 26 marzo 1827 moriva a Vienna Beethoven, il musicista tanto ammirato da Schubert; egli fu uno degli otto compositori scelti per portare il feretro insieme ad altri autorevoli quali Hummel o Weigl; fatto significativo che dimostrava quanto, sebbene molto tardivamente, Schubert fosse considerato in ambito musicale nella sua città. Negli ultimi tempi della sua vita Schubert scrisse alcune fra le sue opere più importanti; in soli venti mesi compose capolavori quali il ciclo Winterreise, gli Improvvisi op. 90 e op. 142, la Fantasia per violino e pianoforte op. 159, la Messa in Mi bemolle maggiore, le Sonate D958, D 959, D960, il ciclo Schwanengesang.

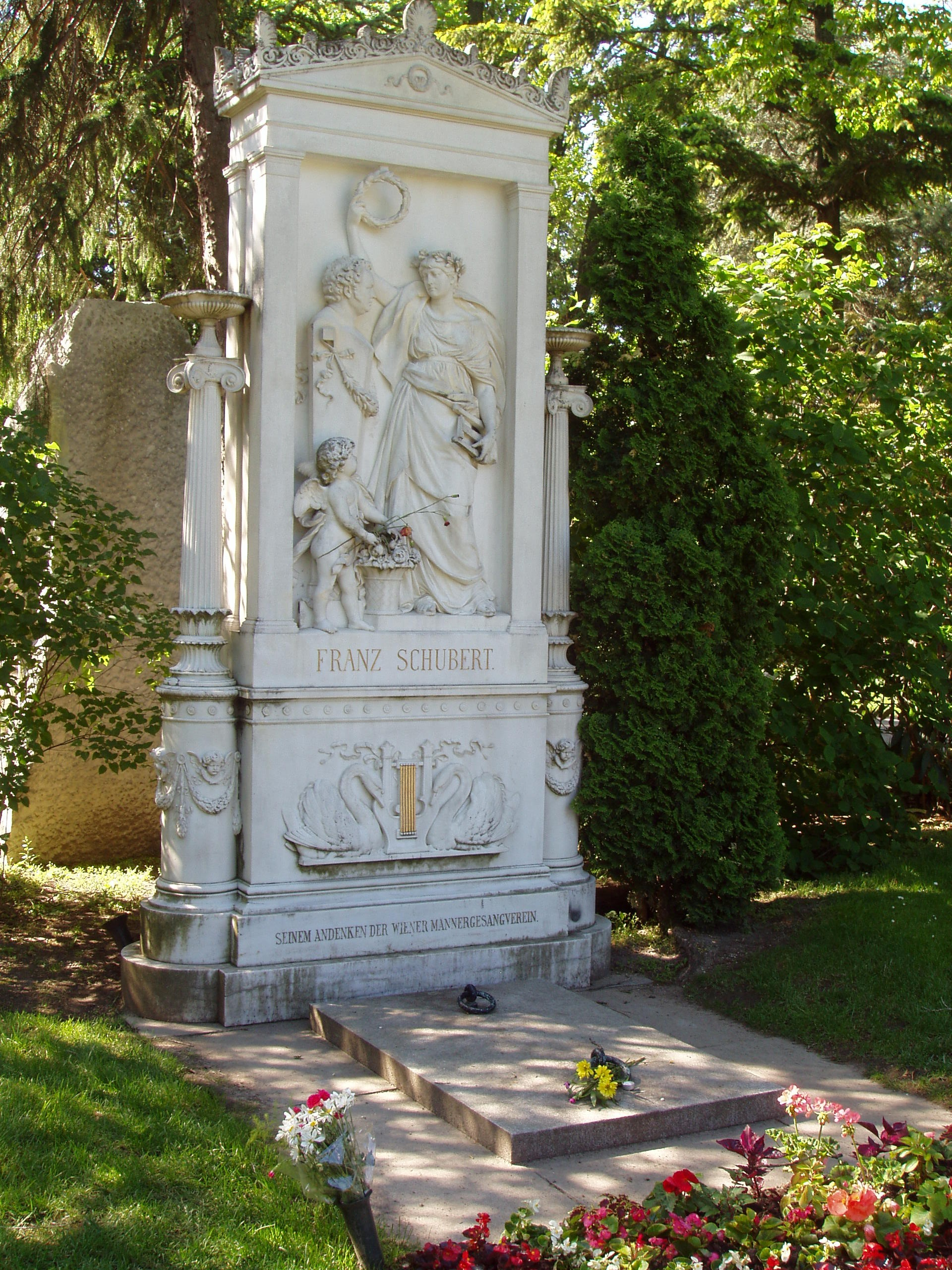
Tomba di Franz Schubert allo Zentralfriedhof di Vienna

A differenza di altri grandi musicisti quali Mozart o Beethoven, Schubert riuscì soltanto una volta nella sua vita a organizzare un concerto interamente a proprio beneficio e fu pochi mesi prima della sua scomparsa. Il concerto fu realizzato grazie all'intervento della Società degli Amici della Musica e si svolse il 26 marzo 1828 in una sala denominata Al porcospino rosso messa gratuitamente a disposizione. Vennero eseguiti alcuni Lieder, un quartetto (forse l'op. 161), il Trio op. 100. Il successo fu notevole e l'incasso fu di 320 fiorini, la somma più grande mai guadagnata da Schubert. Con questa cifra il compositore riuscì a pagare i debiti, ad acquistare un nuovo pianoforte e poté anche concedersi di andare ad ascoltare un concerto di Paganini.
A estate appena iniziata il denaro guadagnato era però già finito e il musicista dovette rinunciare a raggiungere un amico per una vacanza a Gmunden in Alta Austria. A ottobre volle comunque intraprendere un viaggio a piedi fino a Eisenstadt per visitare la tomba di Franz Joseph Haydn; forse fu durante questo soggiorno che si ammalò di febbre tifoidea. Nonostante le pessime condizioni di salute il compositore si iscrisse ai corsi di contrappunto di Simon Sechter, ma la situazione precipitò in poco tempo. La malattia venerea aveva ormai da tempo minato il fisico del musicista che non riuscì a resistere a un nuovo male. Morì il 19 novembre 1828 alle tre del pomeriggio, all'età di 31 anni. I funerali, a spese degli amici, si svolsero il 21 novembre con una breve cerimonia e fu sepolto nel cimitero di Währing. Nel giugno 1888 i suoi resti, insieme a quelli di Beethoven, furono traslati nel cimitero Zentralfriedhof di Vienna, nella parte riservata ai musicisti.

## Stile e influenze

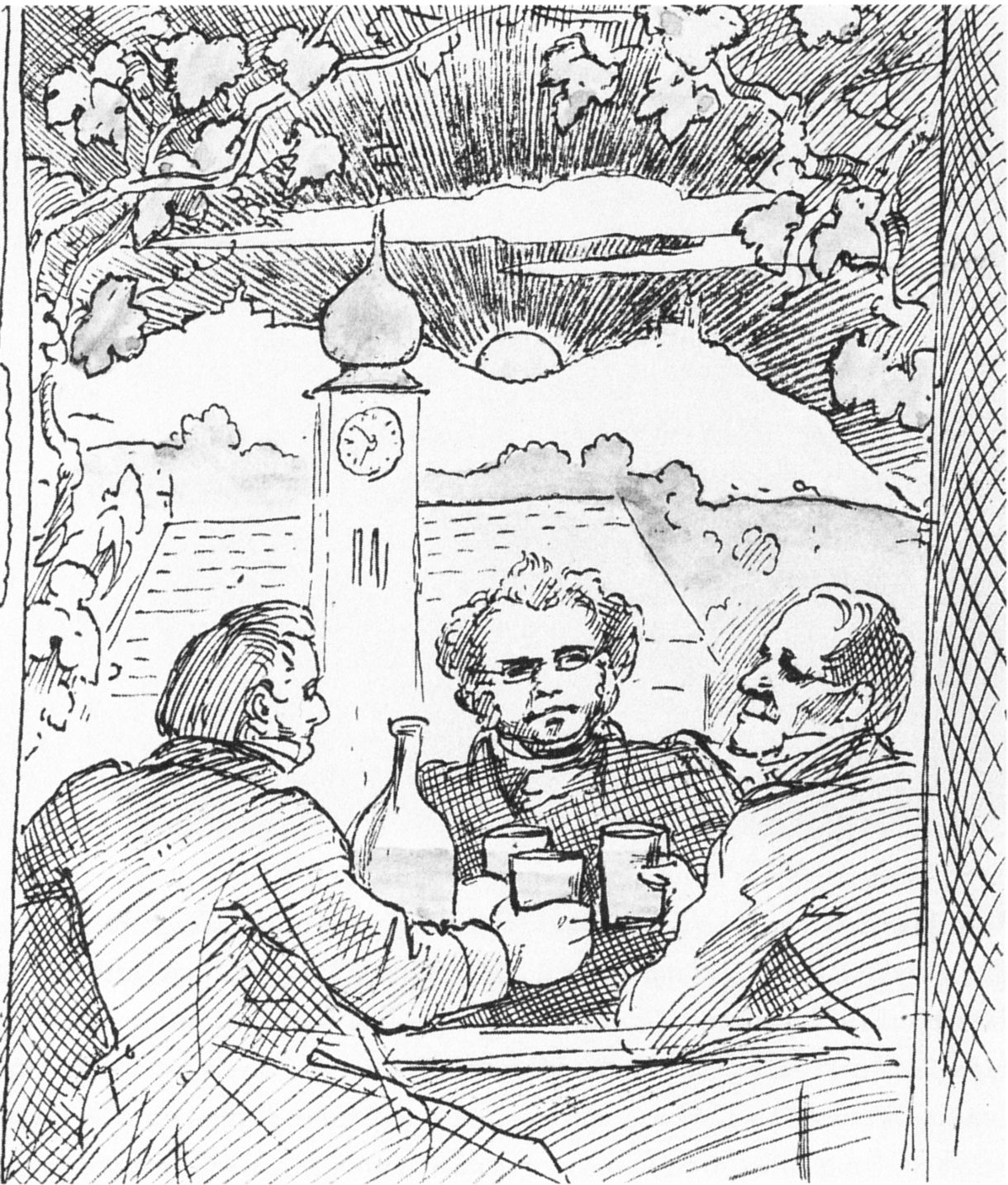
Schubert tra gli amici Franz Lachner e Eduard von Bauernfeld (autore Moritz von Schwind)

Nel 1947, discutendo riguardo allo stile di Schubert, il compositore Ernst Křenek ammise che all'inizio della sua carriera aveva condiviso l'opinione diffusa che riteneva Schubert un fortunato inventore di melodie piacevoli. Dopo aver studiato una serie di brani dell'autore si dovette ricredere, affermando che "al contrario, egli era artista di concetto con un forte appetito per la sperimentazione".
Questo "appetito per la sperimentazione" si manifestò ripetutamente nella stesura e composizione di una varietà di forme e generi musicali assai differenti tra loro. Fu influenzato, nelle prime elaborazioni strumentali, da Beethoven e Mozart, le sue strutture formali e i successivi sviluppi mostrano un interesse per una varietà di forme e generi che includono opera, musica sinfonica, musica liturgica e composizioni per pianoforte solo.
Restando a cavallo fra forme classiche e tendenze romantiche, Schubert fu innovativo nell'uso assolutamente sperimentale delle modulazioni, all'interno, ad esempio, di alcuni brani quali la Nona Sinfonia o la Sonata in la minore per pianoforte e arpeggione.
Sicuramente è nei Lieder che Schubert lasciò, e tutt'oggi lascia, un segno importantissimo. Esplorò le potenzialità fino ad allora inespresse del genere, con oltre seicento composizioni, raggiungendo, con alcune di esse, risultati notevoli a livello di innovazione, tendendo a forme più libere (anche a livello metrico), tipiche del nuovo movimento romantico. Ma l'intera opera del compositore, a dire il vero ancora oggi solo parzialmente conosciuta e compresa, include opere di livello altissimo, quali l'intero complesso delle sonate per pianoforte che da non molto tempo hanno ritrovato interesse negli esecutori, le composizioni da camera di grandissimo valore quali il  Quintetto per archi, al Quartetto La morte e la fanciulla, e le Sinfonie. Schubert resta nella storia musicale del suo tempo un caso a sé stante, atipico, non fece scuola poiché non ebbe mai allievi e nemmeno imitatori. Forse, proprio per questi suoi aspetti "estranei" al mondo e all'ambiente in cui viveva, egli è riuscito a far intravedere la crisi del mondo musicale viennese che soltanto dopo parecchio tempo altri musicisti, quali Brahms e Mahler, furono in grado di esprimere con modalità diverse, ma non meno incisive di quelle di Schubert.

## Composizioni

### Il catalogo Deutsch
La numerazione tradizionale delle opere di Schubert è stata via via sostituita dalla notazione fornita dal catalogo redatto da Otto Erich Deutsch e pubblicato per la prima volta nel 1951.
La notazione è composta dalla lettera D seguita da un numero ed eventualmente da una lettera minuscola per inserimenti, spostamenti o ritrovamenti successivi. Ad esempio alla Sinfonia n. 8 Incompiuta corrisponde il numero di catalogo D 759.

### Musica per pianoforte

#### Sonate per pianoforte
- Sonata n. 1 in Mi maggiore D 157 (frammento)
- Sonata n. 2 in Do maggiore D 279 (frammento)
- Sonata n. 3 in Mi maggiore D 459 Fünf Klavierstücke
- Sonata n. 4 in La minore D 537 (op. 164)
- Sonata n. 5 in La bemolle maggiore D 557
- Sonata n. 6 in Mi minore D 566
- Sonata n. 7 in Re bemolle maggiore D 567
- Sonata n. 8 in Mi bemolle maggiore D 568 (op. 122)
- Sonata in Fa diesis minore D 571 (frammento)
- Sonata n. 9 in Si maggiore D 575 (op. 147)
- Sonata n. 10 in Do maggiore D 613
- Sonata n. 11 in Fa minore D 625
- Sonata n. 12 in Do diesis minore D 655 (singolo movimento)
- Sonata n. 13 in La maggiore D 664 (op.120)
- Sonata n. 14 in La minore D 784 (op.143)
- Sonata n. 15 in Do maggiore D 840 Reliquie (frammento)
- Sonata n. 16 in La minore D 845 (op. 42)
- Sonata n. 17 in Re maggiore D 850 (op. 53)
- Sonata n. 18 in Sol maggiore D 894 (op. 78)
- Sonata n. 19 in Do minore D 958
- Sonata n. 20 in La maggiore D 959
- Sonata n. 21 in Si bemolle maggiore D 960

#### Altre composizioni per pianoforte
- Andante in Do maggiore D 29
- Allegro in Mi maggiore D 1545 (incompiuto)
- Adagio in Sol maggiore D 178
- Allegretto in Do maggiore D346
- Allegro moderato in Do maggiore D 347
- Andantino in Do maggiore D 348
- Adagio in Do maggiore D 349
- Andante in La maggiore D 604
- Due Scherzi D 593
- Marcia in Mi maggiore D 606
- Allegro in Do diesis minore D 655
- Fantasia in Do maggiore Wanderer op. 15 D 760
- Melodie hongroise in Si minore D 817
- Quattro Impromptus op. 90 D 899
- Allegretto in Do minore D 915
- Quattro Impromptus op. 142 D 935
- Sei Moments musicaux op. 94 D 780
- Drei Klavierstücke D 946
- Fantasia in Fa minore a quattro mani op. 103 D 940
- Tre marce militari a quattro mani op. 51 D 733
- 16 Danze tedesche D 783
- 12 Deutsche Landler op. 171 D 790

### Musica da camera

#### Duetti per violino e pianoforte
- Tre Sonatine per pianoforte e violino op. 137
  - n. 1 in Re maggiore D 384
  - n. 2 in La minore D 385
  - n. 3 in Sol minore D 408
- Duo in La maggiore D 574
- Rondò brillante D 895
- Fantasia per violino e pianoforte D 934 (opera postuma 159)

#### Trii per pianoforte e archi
- Trio per pianoforte, violino e violoncello n. 1 in Si bemolle maggiore D 898 op.99
- Trio per pianoforte, violino e violoncello n. 2 in Mi bemolle maggiore D 929 op.100
- Trio per pianoforte, violino e violoncello in Si bemolle maggiore Sonata D 28
- Adagio per pianoforte, violino e violoncello in Mi bemolle maggiore Notturno D 897

#### Quartetti per archi
- Quartetto per archi n. 1 D 18 (in diverse tonalità)
- Quartetto per archi n. 2 in do maggiore D 32
- Quartetto per archi n. 3 in si bemolle maggiore D 36
- Quartetto per archi n. 4 in do maggiore D 46
- Quartetto per archi n. 5 in si bemolle maggiore D 68
- Quartetto per archi n. 6 in re maggiore D 74
- Quartetto per archi n. 7 in re maggiore D 94
- Quartetto per archi n. 8 in si bemolle maggiore D 112
- Quartetto per archi n. 9 in sol minore D 173
- Quartetto per archi n. 10 in mi bemolle maggiore D 87 (opera postuma 125 n. 1)
- Quartetto per archi n. 11 in mi maggiore D 353 (opera postuma 125 n. 2)
- Quartetto per archi n. 12 in do minore D 703
- Quartetto per archi n. 13 in la minore Rosamunda op. 29 n. 1 D 804[26]
- Quartetto per archi n. 14 in re minore La morte e la fanciulla D 810
- Quartetto per archi n. 15 in sol maggiore D 887 (opera postuma 161)
- Movimento di quartetto in do minore D 103

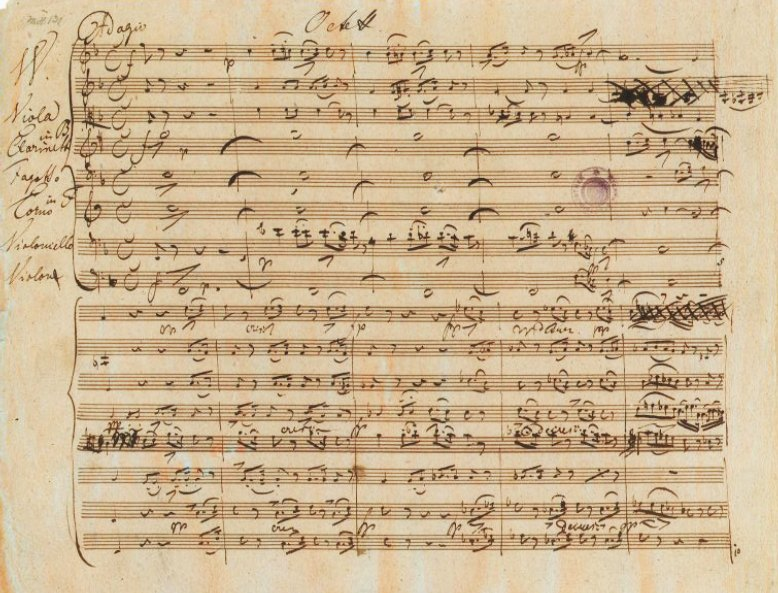
Spartito dell'Ottetto in Fa maggiore D 803

#### Altre composizioni da camera
- Trio per violino, viola e violoncello in si bemolle maggiore D 581
- Trio per violino, viola e violoncello in si bemolle maggiore D 471
- Sonata in la minore per arpeggione e pianoforte D 821
- Quintetto per pianoforte e archi in la maggiore La trota op. 114 D 667
- Quintetto per archi in do maggiore op. post. 163 D 956
- Ottetto in fa maggiore per clarinetto, fagotto, corno, due violini, viola, violoncello e contrabbasso op. post. 166 D 803
- Variazioni sul tema Trockne Blumen per pianoforte e flauto op. post. 160 D 802

### Musica orchestrale
- Sinfonia D 2B in Re maggiore (1811)
- Sinfonia n. 1 in Re maggiore D 82 (1813)
- Sinfonia n. 2 in Si bemolle maggiore D 125 (1814-1815)
- Sinfonia n. 3 in Re maggiore D 200 (1815)
- Sinfonia n. 4 in Do minore La tragica D 417 (1816)
- Sinfonia n. 5 in Si bemolle maggiore D 485 (1816)
- Sinfonia n. 6 in Do maggiore La piccola D 589 (1817-1818)
- Sinfonia D 615 in Re maggiore (1818)
- Sinfonia n. 7 in Mi maggiore D 729 (1821)
- Sinfonia D 708A in Re maggiore (1821)
- Sinfonia n. 8 in Si minore Incompiuta D 759 (1822)
- Sinfonia n. 9 in Do maggiore La grande D 944 (1825-1828)
- Sinfonia n. 10 in Re maggiore D 936a (1828)
- Ouverture in Re maggiore per la commedia Der Teufel als Hydraulicus di Johann Ernst Friedrich Albrecht per orchestra D 4 (1812?)
- Ouverture in Re maggiore per orchestra D 12 (1811)
- Ouverture in Re maggiore per orchestra D 26 (1812)
- Ouverture in Si bemolle maggiore per orchestra D 470 (1816)
- Ouverture in Re maggiore per orchestra D 556 (1817)
- Ouverture nello stile italiano in Re maggiore per orchestra D 590 (1817)
- Ouverture nello stile italiano in Do maggiore per orchestra D 591 (1817)
- Ouverture in Mi minore per orchestra D 648 (1819)
- Konzertstück in Re maggiore per violino e orchestra D 345 (1816)
- Rondò in La maggiore per violino e orchestra d'archi D 438 (1816)
- Polacca in Si bemolle maggiore per violino e orchestra D 580 (1817)

### Musica sacra
- Messa n. 1 in Fa maggiore D 105
- Messa n. 2 in Sol maggiore D 167
- Messa n. 3 in Si bemolle maggiore D 324
- Messa n. 4 in Do maggiore D 452
- Messa n. 5 in La bemolle maggiore D 678
- Messa n. 6 in Mi bemolle maggiore D 950
- Deutsche Messe (Messa tedesca) n. 7 in Fa maggiore D 872
- Stabat Mater D 175
- Magnificat in Do maggiore D 486
- Salve Regina D 676
- Sei antifone per la Domenica delle Palme, D 696
- Tantum ergo D 730
- Tantum ergo D 962

### Musica vocale
Schubert scrisse circa seicento lieder per canto e pianoforte; le tre raccolte principali sono Die Schöne Müllerin, Winterreise, Schwanengesang

#### Lieder (parziale)
- Pensa che questo istante D 76
- Gretchen am Spinnrade (Margherita all'arcolaio) D 118
- Wie anders, Gretchen, war dir's D 126
- Rastlose Liebe (Amore senza pace) D 138
- Nähe des Geliebten (La vicinanza dell'amata) D 162
- Die Liebe (o Klärchens Lied) D 210
- Wandrers Nachtlied (Canto notturno del viandante) D 224
- Heidenröslein (Rosellina della landa) D 257
- Hoffnung (Speranza) D 295
- Mignon: Kennst du das Land D 321
- Erlkönig (Il re degli Elfi) D 328
- An mein Klavier (Al mio pianoforte) D 342
- Seligkeit (Beatitudine) D 433
- Chor der Engel (Coro degli Angeli) D 440
- Der Wanderer (Il viandante) D 489
- Geheimnis: Sag an, wer lehrt dich Lieder D 491
- Der Tod und das Mädchen (La morte e la fanciulla) D 531
- Ganymed: Wie im Morgenglanze D 544
- Alla musica (An die Musik) D 547
- Die Forelle (La trota) D 550
- Sei mir gegrüßt! D 741
- Auf dem Wasser zu singen (Da cantare sull'acqua) D 774
- Die Schöne Müllerin (La bella mugnaia) D 795; ciclo di 20 Lieder
- Ave Maria D 839[27]
- Winterreise (Viaggio d'inverno) D 911; ciclo di 24 Lieder
- Schwanengesang (Canto del cigno) D 957; ciclo di 14 Lieder
- Der Hirt auf dem Felsen (Il Pastore sulla rupe) D 965

### Musica di scena

#### Operistica
- Der Spiegelritter (Il cavaliere specchio) D 11 (incompiuta, 1811)
- Des Teufels Lustschloß (Il palazzo del piacere del diavolo) D 84 (1814)
- Der vierjährige Posten (Il lavoro di quattro anni) D 190 (1815)
- Fernando D 220 (1815)
- Claudine von Villa Bella D 239 (incompiuta, 1815)
- Die Freunde von Salamanka (Gli amici di Salamanca) D 326 (1815)
- Die Bürgschaft (La garanzia) D 435 (incompiuta, 1816)
- Adrast D 137 (incompiuta, 1817)
- Die Zwillingsbrüder (I gemelli) D 647 (1820)
- Die Zauberharfe (L'arpa magica) D 644 (1820)
- Lazarus D 689 (incompiuta, 1820)
- Sakuntala D 701 (incompiuta, 1820)
- Alfonso und Estrella (Alfonso ed Estrella) D 732 (1821-1822)
- Die Verschworenen (I cospiratori) D 787 (1823)
- Rüdiger D 791 (incompiuta, 1823)
- Fierrabras D 796 (1823)
- Der Graf von Gleichen (Il conte di Gleichen) D 918 (incompiuta, 1827)
- Der Minnesänger (Il menestrello) D 981 (incompiuta, perduta, data sconosciuta)
- Sophie D 982 (incompiuta, 1819-1821)

#### Altre composizioni di scena
- Die Zauberharfe D 644 (1820)
- Das Zauberglöckcben (La clochette) D 723 (1821)
- Rosamunde D 797 (1823)
- Abschied: Leb' wohl, du schöne Erde D 829 (1826)

## Strumenti
Tra i pianoforti a cui Schubert aveva accesso c'erano un pianoforte Benignus Seidner (ora esposto alla Schubert Geburtshaus di Vienna) e un Anton Walter & Sohn (custodito al Kunsthistorisches Museum di Vienna). Schubert ebbe familiaritá anche con gli strumenti del costruttore viennese Conrad Graf.

## Registrazioni su fortepiani d'epoca
- Paul Badura-Skoda. Franz Schubert. Fantaisie Pour le Piano-forte. Fortepiano 1824 Graf
- K.Bezuidenhout piano, J.Kobow voice.  F.Schubert (1797-1828) : Chant du Cygne D.957 - F.Mendelssohn (1809-1847) : Six lieder sur des textes de Heinrich Heine. Fortepiano 1819 Graf (Paul McNulty)
- Viviana Sofronitsky. F.Schubert. Wanderer Fantasy, Impromptus opp. 90 & 142. Fortepiano 1819 Graf (Paul McNulty)
- Alexei Lubimov. Franz Schubert. Impromptus. Fortepiani 1810 Matthias Müller, 1830 Joseph Schantz
- Andreas Staier, Alexandr Melnikov. Franz Schubert. Fantasie in F Minor. Fortepiano Graf (Christopher Clarke)
- Penelope Crawford. Schubert, Mendelsohn, Schumann. Viennese Romantic Piano. Fortepiano 1835 Graf
- András Schiff. Franz Schubert. C Major Fantasies. Fortepiano Franz Brodmann 1820